# Garvăn, Tulcea

Canalul Mare, o rămăşiţă a Bălţii Crapina, situat pe drumul ce leagă satul Garvăn de comuna Grindu (Pisica)

Garvăn este un sat în comuna Jijila din județul Tulcea, Dobrogea, România.
În partea de nord–vest se învecinează cu localitățile I. C. Brătianu și Grindu, la est cu localitatea Văcăreni, iar la sud–est și sud–vest cu localitatea Jijila.
Până la organizarea administrativ–teritorială din 1968, satul Garvăn aparținea comunei Văcăreni care a fost desființată. Din anul 1968, satul Garvăn a rămas arondat comunei Jijila iar localitatea Văcăreni a redevenit comună în 2004. Satul Garvăn este situat la intersecția D.N. 22 Brăila – Macin – Tulcea cu drumul național I. C. Brătianu – Garvăn, fiind amplasat în zona de contact dintre Lunca Dunării și regiunea deluroasă a Munților Măcin din Dobrogea de Nord.

## Atracții turistice
- Pe ostrovul „Bisericuța” se află ruinele cetății Dinogetia, peste ale cărei ruine s-a construit în secolele X - XI cea mai veche biserică cunoscută în România.
- La Mlăjitul florilor se află un sit arheologic în care s-au găsit urme ale dacilor din epoca preromană.
- La „Lățime” (circa 5 km față de Garvăn înspre Galați) este o crescătorie piscicolă situată într-un cadru natural de excepție. Tot aici se află pilonii unui pod început de germani în timpul celui de-al Doilea Război Mondial și rămas neterminat.
- Mănăstirea Dinogeția, mănăstire de călugări este situată în imediata apropiere a cetății Dinogeția, construită în anul 2008 [3]

## Vezi și

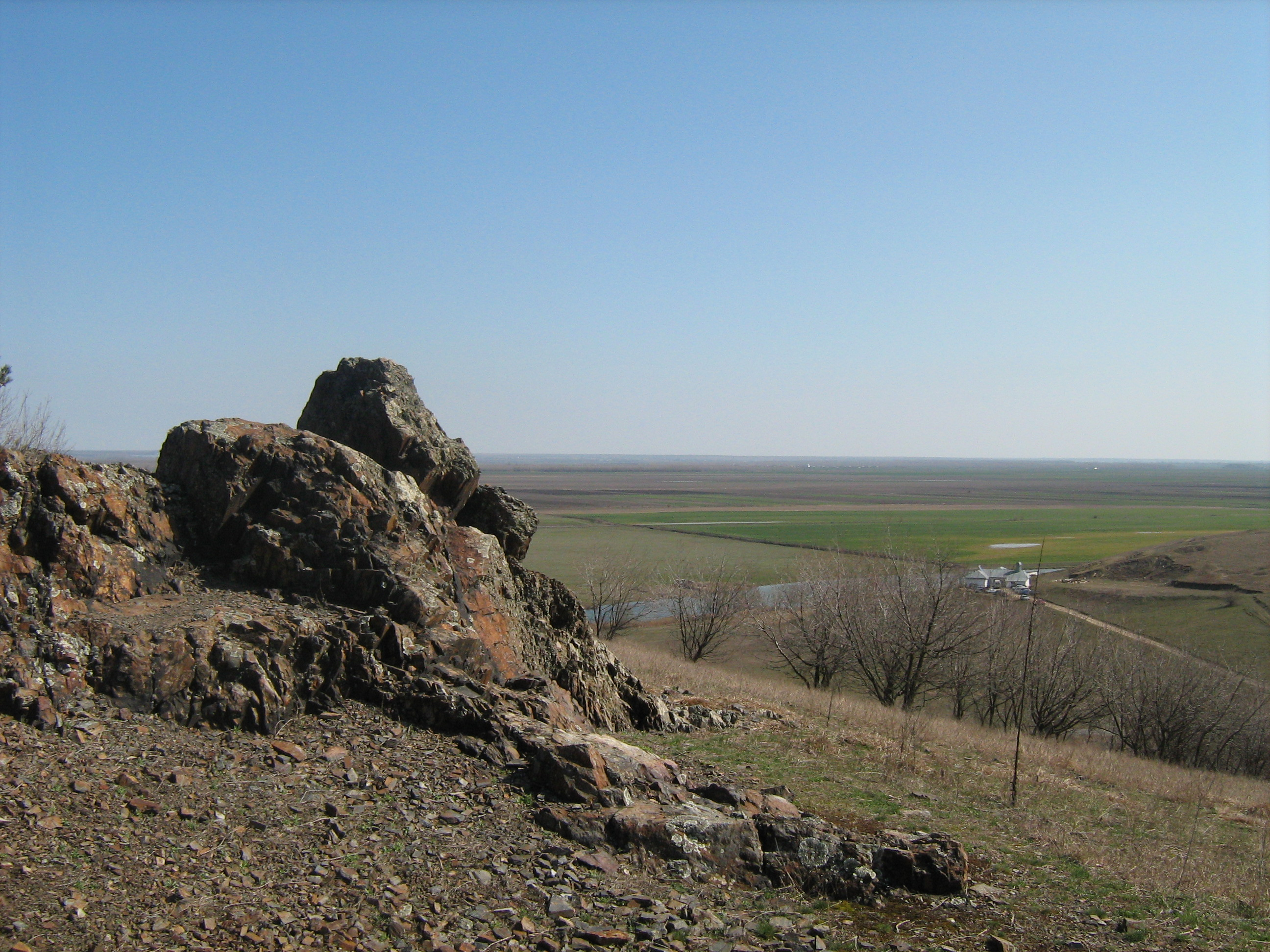
Mănăstirea Dinogeţia, vedere panoramică